# Bec Rawlings
Rebecca Anne Rawlings, född 11 februari 1989 i Launceston, är en australisk MMA-utövare som 2014–2018 tävlade i organisationen Ultimate Fighting Championship.